# San Juan Atzompa
San Juan Atzompa es una localidad del estado mexicano de Puebla. Es cabecera del municipio de San Juan Atzompa.

## Demografía
| Censo | Población |
| ----- | --------- |
| 1900  | 575       |
| 1910  | 568       |
| 1921  | 405       |
| 1930  | 403       |
| 1940  | 511       |
| 1950  | 517       |
| 1960  | 577       |
| 1970  | 547       |
| 1980  | 487       |
| 1990  | 591       |
| 1995  | 616       |
| 2000  | 815       |
| 2005  | 765       |
| 2010  | 872       |
| 2020  | 973       |